# Rhipiceridae
Rhipiceridae – rodzina chrząszczy. Należy tu około 57 gatunków. Zasięg występowania rodziny obejmuje Afrykę, Amerykę Północną i Południową, Azję i południową Europę. Biologia tych owadów jest słabo poznana, larwy pierwszego stadium u Sandalus niger mają postać triungulinusów, a późniejsze stadia pasożytują na larwach cykad w glebie. 
Rodzaje:
- Arrhaphipterus
- Chamoerhipis
- Polymerius
- Ptiocerus
- Rhipicera
- Sandalus